# Na (Staat)
Na (japanisch 奴国 Na-koku oder Na no kuni, dt. „Land Na“) war ein japanischer Staat während des 1. bis frühen 3. Jahrhunderts der Yayoi-Zeit. Wahrscheinlich entspricht er der späteren Verwaltungseinheit Na no Agata (儺県) der darauffolgenden Yamato-Zeit an der Hakata-Bucht (博多湾) in Fukuoka.

## Historische Aufzeichnungen
Die erste Erwähnung findet sich im Weizhi Worenchuan (chinesisch 魏志倭人傳 / 魏志倭人传, W.-G. Wei-chih Wo-jen-chuan, jap. 魏志倭人伝, Gishi Wajinden, dt. „Aufzeichnungen von Wei: Leben der Menschen von Wa“), ein Teil der Chroniken der Drei Reiche, und nennt für das Na des 3. Jahrhunderts u. a. Namen von Beamten und dass es eine Bevölkerung von über 20.000 Haushalten hatte – im Vergleich zum mächtigsten Staat Yamatai mit 70.000 Haushalten.
Eventuell geht die Bezeichnung Na-no-tsu (那津) für die Hakata-Bucht auf den Namen des Staates zurück und bedeutet dann „Hafen von Na“. Dasselbe „Na“ kommt auch im Namen des darin mündenden Flusses Naka-gawa (那珂川) vor.

## Chinesisches Siegel

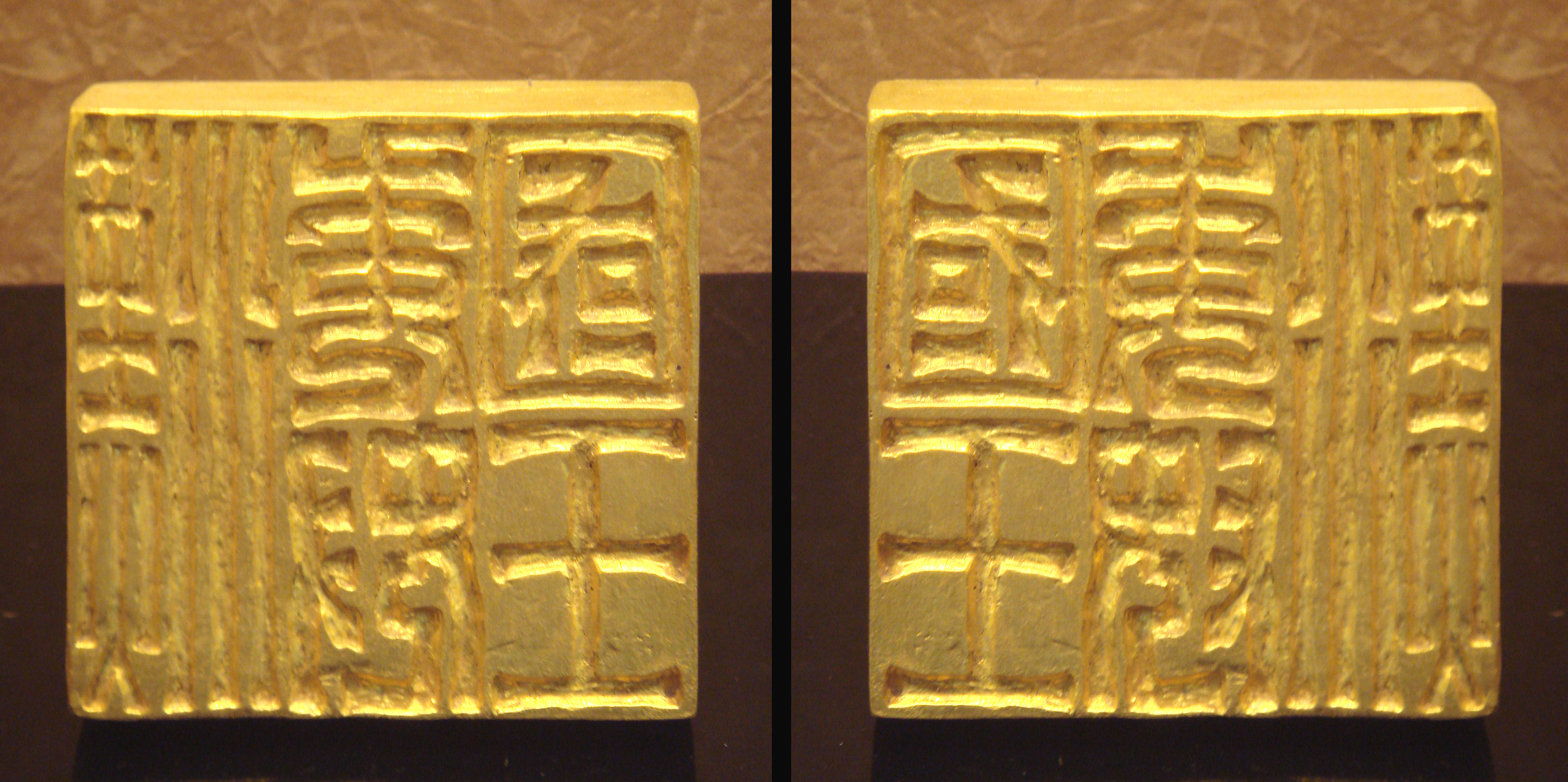
Siegel, das Na vom Han-Kaiser Guangwu übergeben wurde

Nach dem Buch der Späteren Han gewährte Kaiser Guangwu von Han im Jahr 57 Na ein kaiserliches Siegel. Dort heißt es:

„Im zweiten Jahr [der Devise] chien-wu chung-yüan [= 57 u.Z.] hat das Wo-Land Nu Tribut angeboten und dem Hof Geschenke übermittelt. Der Gesandte bezeichnete sich selbst als ‚ta-fu‘. Es ist des Wo-Landes äußerste Südgrenze. [Der Kaiser] Kuang-wu [re. 25-58] verlieh [daraufhin] ein Siegel mit Band.“

Das erwähnte Siegel entspricht den chinesischen Jade-Siegeln, ist jedoch aus Gold gefertigt mit einer quadratischen Kantenlänge von je 2,3 cm und einem Gewicht von 108 g.
Im Gegenzug sandte Na im selben Jahr eine Gesandtschaft zur chinesischen Hauptstadt zur Übergabe von Tribut und Neujahrsgrüßen. Das Goldsiegel (金印, kin’in) wurde 1784 von einem Bauern auf Shika-no-shima gefunden, was zur Verifizierung des sonst nur aus antiken Quellen bekannten Na führte. Auf diesem findet sich die Inschrift „König des Landes von Na von Wa von Han“ (moderne Kanji: 漢委奴国王, Kan no Wa no Na no koku-ō, chin. Han Wei Nu guo wang). „Wa von Han“ ist hier nicht zwangsläufig so zu verstehen, dass Wa (Japan) ein Vasall von Han (China) gewesen wäre, sondern kann auch bedeuten „Von den Han [gegeben], dem König …“.
Das Siegel ist heute japanischer Nationalschatz und wird im Städtischen Museum Fukuoka aufbewahrt.